# Retzbach (Baixa Áustria)
Retzbach (Baixa Áustria) é um município da Áustria localizado no distrito de Hollabrunn, no estado de Baixa Áustria.